# Альдебаран (библиотека)
Библиотека «Альдебаран» — одна из электронных библиотек Рунета, третий по цитируемости ресурс в каталоге «Яндекса» после библиотеки Максима Мошкова и «Журнального зала». До недавнего времени считалась одной из лучших библиотек Рунета. Тексты, как правило, носят развлекательный характер.
К недостаткам сайта исследователи относят обилие рекламы и недостаточно проработанный поиск. «Альдебаран» подвергался критике и со стороны правообладателей: в 2004 г. владельцы библиотеки проиграли судебный процесс о романе А. Марининой.